# Amrinder Singh
Pour les articles homonymes, voir Singh.
Amrinder Singh, né le 27 mai 1993 à Mahilpur (en), est un footballeur international indien, qui évolue au poste de gardien de but.

## Biographie

### Carrière en club
Il participe à plusieurs reprises à la Coupe de l'AFC et à la Ligue des champions de l'AFC. Il dispute les demi-finales de la Coupe de l'AFC en 2016 avec le club du Bengaluru FC. En revanche, il ne joue pas la finale perdue face au club irakien d'Al-Qowa Al-Jawiya.

### Carrière internationale
Il joue son premier match avec l'équipe d'Inde le 19 août 2017, en amical contre Maurice (victoire 2-1).
En janvier 2019, il est retenu par le sélectionneur Stephen Constantine afin de participer à la Coupe d'Asie des nations organisée aux Émirats arabes unis, en tant que gardien remplaçant.

## Palmarès
- Champion d'Inde en 2016 avec le Bengaluru FC